# Lietava (Gemeinde)
Lietava (ungarisch Zsolnalitva – bis 1902 Ljetava) ist eine slowakische Gemeinde im Bezirk Žilina.

## Geographie
Der Ort liegt im Südwesten des Silleiner Kessels (Žilinská kotlina), etwa 12 Kilometer von Žilina entfernt.

## Geschichte
Aufgrund archäologischer Funde ist bewiesen, dass die Gegend im Neolithikum und in der Bronzezeit besiedelt wurde.
Der Ort besteht seit 1208, er gehörte zur Herrschaft Lietava. Nach 1332 ist diese als Provincia de Lytva bekannt.

## Bevölkerung
| Jahr                | 1994 | 2004     | 2014    | 2024     |
| ------------------- | ---- | -------- | ------- | -------- |
| Anzahl der Personen | 1291 | 1450     | 1454    | 1728     |
| Unterschied         |      | +12,31 % | +0,27 % | +18,84 % |

| Jahr                | 2023 | 2024    |
| ------------------- | ---- | ------- |
| Anzahl der Personen | 1712 | 1728    |
| Unterschied         |      | +0,93 % |

## Sehenswürdigkeiten
In der Gemeinde gibt es eine gotische Kirche aus dem 15. Jahrhundert, deren Inneres aus dem 18. Jahrhundert stammt. Auf dem Gebiet der Gemeinde liegt auch die Burg Lietava.

## Persönlichkeiten
- Graf Georg Thurzo von Bethlendorf (1567–1616), ungarischer Adeliger aus dem Hause Thurzo

## Gemeinde
Neben dem Ort Lietava zählt der Ortsteil Lietavská Závadka (1960 eingemeindet) und die Siedlung Majer zur Gemeinde.

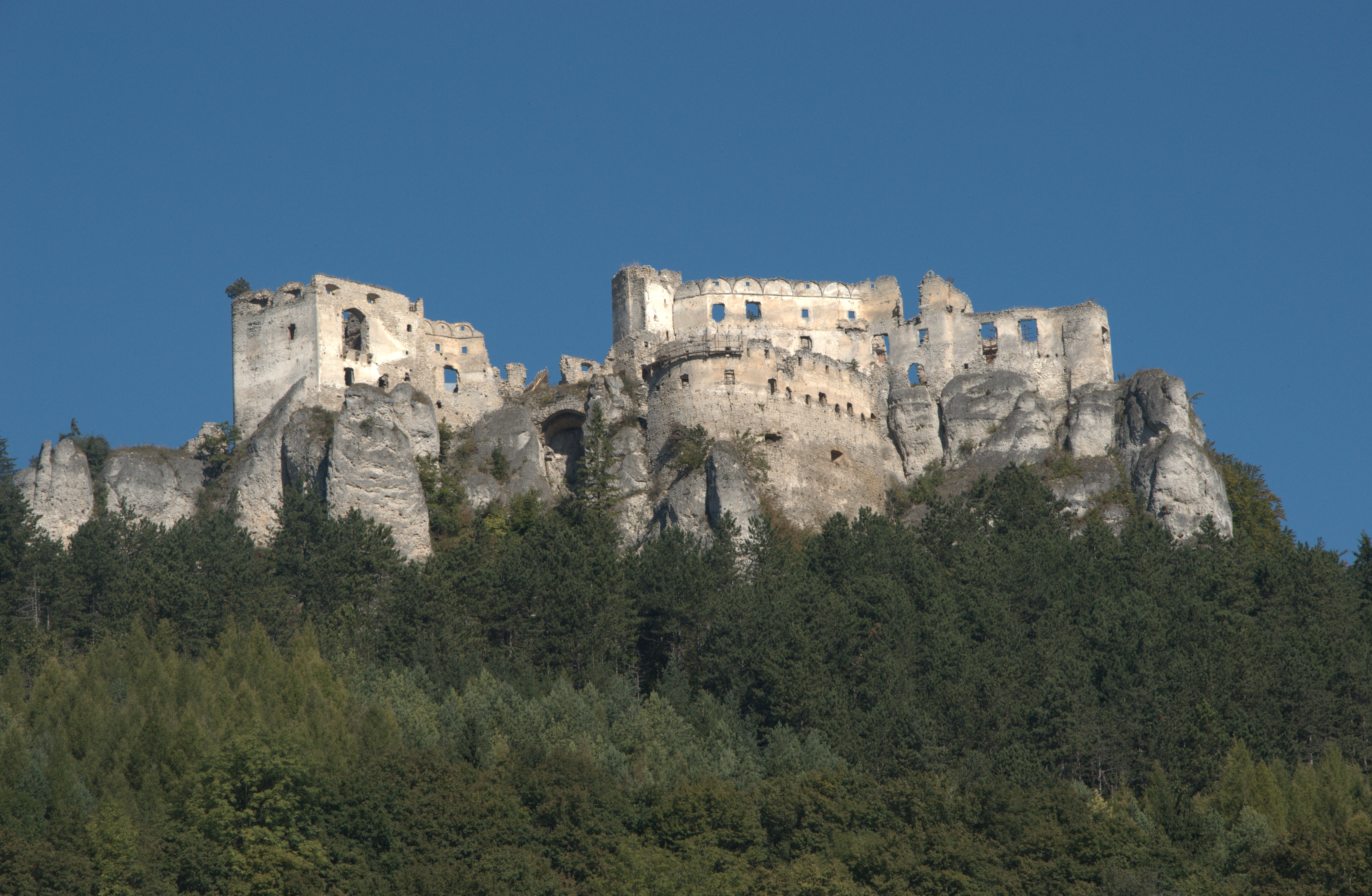
Burg Lietava